# Pierre de Corbeil
Pour les articles homonymes, voir Corbeil.
Pierre de Corbeil, né à Corbeil vers 1150 et mort le 3 juin 1222 (ou 1221), est un prélat français du XIIe siècle et du début du XIIIe siècle, et l'un des plus célèbres professeurs de théologie de son temps.  

## Famille
Pierre est le grand-oncle de Renaud ou Réginald de Corbeil, évêque de Paris.
Son frère, Michel de Corbeil, est successivement chanoine de l'abbaye Saint-Géry à Cambrai, archidiacre dans la cathédrale de Bruxelles, doyen des églises de Laon et de Paris où il est également maître des écoles et archevêque de Sens en avril 1194.
Mathilde, sa sœur, est abbesse de l'abbaye de Chelles.

## Vie
Après son frère Michel, Pierre prend à Paris la fonction de maître des écoles. Devenant rapidement célèbre, il a pour disciple Lothaire Conti, futur pape Innocent III, qui lui gardera son estime et sa reconnaissance.
En 1183, Pierre est chapelain ou premier aumônier de Philippe Auguste, mais jusqu'à l'élection d'Innocent III début 1198, il ne possède aucun bénéfice d'importance. Dès son avènement, Innocent III demande à Richard roi d'Angleterre, au doyen et au chapitre d'York, de donner à Pierre l'archidiaconé d'York que l'archevêque d'York lui avait conféré mais que ce chapitre refusait de lui reconnaître. 
Cependant, menaces de sanctions ecclésiastiques aussi bien que conjurations et chaudes recommandations semblent n'avoir d'effet, car, en 1198, Pierre est toujours chanoine à Paris où il se joint à l'évêque Odon de Sully pour tenter de supprimer la fête des fous. En février 1199, et probablement encore simple chanoine, il est adjoint à l'évêque de Paris pour juger un procès entre les chanoines de Langres et leur évêque Garnier de Rochefort. 
Il est enfin nommé évêque de Cambrai en 1199, mais n'y reste que très peu de temps. Il est possible qu'il soit allé demander à son ancien disciple à Rome son transfert vers l'épiscopat de Sens, qui venait de se libérer à la suite du décès de son frère Michel. Une anecdote court sur ce point : le pape lui aurait dit, "ego te episcopavi" (c'est moi qui t'ai fait évêque) ; à quoi Pierre aurait répondu, "ego te papavi" (c'est moi qui t'ai fait pape).
Après la mort de Richard Cœur de Lion, roi d'Angleterre en 1199, les Français se remettent en campagne, s'emparent du comté d'Évreux, et font en Flandre des prisonniers de distinction. Fisquet donne l'évêque de Cambrai Pierre comme l'un d'eux (sans préciser ce qui l'amène à cette affirmation). Montfaucon pense que Pierre est l'un d'eux et que l'incident est arrivé en 1198. L'incident date plutôt de 1199, et ce serait Jean de Béthune qui est fait prisonnier. Par ailleurs, l'évêque de Beauvais Philippe de Dreux est prisonnier des Anglais depuis deux ans. Le légat du pape  Pierre de Capoue jette l'interdit sur la France jusqu'à la délivrance du prélat détenu par les Français, et sur la Normandie jusqu'à celle de Philippe de Dreux. Les deux prélats sont mis en liberté.
Quoi qu'il en soit, Pierre est évêque de Sens au plus tôt en 1199, au plus tard au début de l'an 1200, comme indiqué par les chartes, par plusieurs auteurs dont un contemporain à son temps ; la chronique d'Auxerre indique aussi que cette mutation s'est effectuée à contre-gré de la plus grande partie du clergé local : le chapitre de Sens avait choisi Hugues de Noyers, évêque d'Auxerre. Néanmoins, Innocent III impose Pierre et lui accorde en même temps le pallium. 
En 1201, Pierre contresigne l'acte de légitimation des enfants de Philippe Auguste et d'Agnès de Méranie. En 1203, il approuve la translation de l'abbaye de Passy au château du Jard, confirmée par Innocent III en 1204. Il assiste au concile de Meaux en 1204 pour le rétablissement de la paix entre la France et l'Angleterre. 
En 1207, le pape le charge de régler la succession des comtes de Blois et de Clermont, morts aux croisades. 
Après s'être croisé en 1209 contre les Albigeois, il se trouve au concile de Paris. En 1216, il fonde une collégiale à Courpalay.
Pierre de Corbeil a, dit-on, composé le texte et le chant de l'office de la "Fête de l'âne", contenu dans un diptyque qui se conserve à la bibliothèque publique de Sens, et dans lequel se trouve la fameuse prose si souvent citée : Orientis partïbus, adventavit asinus, etc. Il est également mentionné comme auteur d'une satire contre le mariage (De conjuge non ducenda, ou De optimo matrimonio). On cite de Pierre de Corbeil un trait de mansuétude envers les pénitents. Un gentilhomme coupable d'un grand crime vient se jeter à ses pieds, confessant sa faute, et prêt à tout souffrir pour l'expier. Le pieux archevêque lui impose d'abord une pénitence de sept ans au pain et à l'eau, puis sur l'exclamation de ce pécheur contrit qui regarde cette pénitence comme trop légère, Pierre va toujours en diminuant jusqu'à ne lui imposer que la simple récitation de l'Oraison dominicale. À la vue de tant de bonté, le pauvre gentilhomme se prosterne la face contre terre et expire de douleur et d'amour.